# Anésia Cauaçu
Anésia Adelaide Cauaçu (Jequié, 1894 – possivelmente Jequié, 1937) foi uma cangaceira brasileira. Foi pioneira ao formar seu bando de cangaceiros em 1910, antes de Lampião.

## Biografia

### Origem
Anésia nasceu e viveu na região de Jequié, interior da Bahia, no início do século XX.

### Ingresso no cangaço
Era uma dona de casa dedicada ao marido e à filha, mas abandonou essa vida para abraçar o cangaço, unindo-se a seus tios e irmãos, que formavam o Bando dos Cauaçus.
Carismática e bonita, Anésia era o membro mais célebre do bando pois, além de ter conhecimentos de táticas de guerrilha e uma mira infalível, também jogava capoeira. Um de seus grandes feitos foi de arrancar, com um tiro certeiro, a uma distância considerável, o dedo a um delegado que apontava aos policiais onde deveriam se posicionar, durante um tiroteio no centro de Jequié.

### Vida após o cangaço
Em 1916 Anésia abandonou o cangaço e foi viver com a sua família sob a proteção de um fazendeiro que devia favores aos Cauaçus mas, traída pelo mesmo, foi entregue à polícia, e não houve mais notícias dela.
O escritor Ivan Estevam Ferreira, na obra "A Pedra do Curral Novo", sugere que Anésia pode ter falecido em Jequié, e identifica-a com uma anciã que faleceu em 1987, aos 93 anos, que vivia sob os cuidados de pessoas caridosas.